# Allan Bak Jensen
Allan Bak Jensen (født 21. marts 1978 i Danmark ) er en dansk tidligere fodboldspiller.

## Karriere
I 2000/01 scorede Bak Jensen 16 mål i den danske Superliga, og var den anden topscorer i den sæson. 
Som 25-årig trak han sig tilbage fra fodbold på grund af en langvarig rygskade. 
Efter pensioneringen blev han agent og grundlagde Elite Consulting, der anses for at være Danmarks mest succesrige agentgruppe. 